# Resultados do Carnaval de São Paulo em 1985
Esta página contém os resultados do Carnaval de São Paulo em 1985.

## Escolas de Samba

### Grupo 1
Os desfiles do Grupo 1 ocorreram no dia 17 de fevereiro de 1985.
Classificação
| Legenda: Campeã Rebaixada |

| Col. | Escola                              | Enredo                                       | Pontos |
| ---- | ----------------------------------- | -------------------------------------------- | ------ |
| 1    | Nenê de Vila Matilde                | O Dia em que o Cacique Rodou a Baiana, Aí ó! | 97,00  |
| 2    | Vai-Vai                             | Água de Cheiro                               | 96,00  |
| 2    | Rosas de Ouro                       | Uma Boa Ideia                                | 96,00  |
| 4    | Camisa Verde e Branco               | Ginga Brasil Moreno ou Menino Cor de Canela  | 93,00  |
| 5    | Unidos do Peruche                   | Água Cristalina                              | 91,00  |
| 6    | Barroca Zona Sul                    | Chico Rei, "o Esplendor de Uma Raça          | 90,00  |
| 7    | Mocidade Alegre                     | Brasil, Menino Gigante                       | 88,00  |
| 8    | Imperador do Ipiranga               | Que Rei Sou Eu                               | 82,00  |
| 9    | União Independente da Vila Prudente | Magia de uma Raça                            | 76,00  |
| 10   | Renascença da Lapa                  | Show Fantástico                              | 71,00  |

### Grupo 2
Os desfiles do Grupo 2 ocorreram no dia 18 de fevereiro de 1985.
Classificação
| Legenda: Promovida Rebaixada |

| Col. | Escola                     | Enredo                                             | Pontos |
| ---- | -------------------------- | -------------------------------------------------- | ------ |
| 1    | Flor da Vila Dalila        | Fascinação, O Carnaval Paulista Através dos Tempos | 195,00 |
| 2    | Colorado do Brás           | Raízes                                             | 186,00 |
| 3    | Águia de Ouro              | Vadico, "o Parceiro Esquecido"                     | 183,00 |
| 4    | Acadêmicos do Tucuruvi     | Miscigenação das Raças (De Onde Vem)               | 172,00 |
| 5    | Primeira da Aclimação      | Axé, Os Deuses do Candomblé                        | 171,00 |
| 6    | Pérola Negra               | Terra de Todos, Terra de Ninguém                   | 170,00 |
| 7    | Passo de Ouro              | O Reino Encantado das Águas                        | 164,00 |
| 8    | Primeira do Itaim Paulista | Deuses da Natureza, Da Fantasia à Realidade        | 162,00 |
| 9    | Império do Cambuci         | O Vale dos Orixás                                  | 161,00 |
| 10   | Unidos de Vila Maria       | Pindorama Aye - uma Viagem Encantada               | 158,00 |

### Grupo 3
Os desfiles do Grupo 3 ocorreram no dia 16 de fevereiro de 1985.
Classificação
| Legenda: Promovida Rebaixada |

| Col. | Escola                    | Enredo                                          | Pontos |
| ---- | ------------------------- | ----------------------------------------------- | ------ |
| 1    | Leandro de Itaquera       | O Futuro a Deus Pertence                        | 187,00 |
| 2    | Prova de Fogo             | Oraniã - o Criador da Terra                     | 186,00 |
| 3    | Primeira de Vila Carolina | Zumbi, O Rei                                    | 180,00 |
| 4    | Imperiais do Real Parque  | Futebol e Samba, Alegria de Um Povo             | 177,00 |
| 5    | Acadêmicos do Ipiranga    | País Original                                   | 160,00 |
| 6    | Tom Maior                 | Abram Alas à Chiquinha Gonzaga                  | 160,00 |
| 7    | Levanta Poeira            | Na Ilusão da Fantasia, No Esplendor do Carnaval | 159,00 |
| 8    | Império Lapeano           | O Que Faz Sorrir                                | 154,00 |
| 9    | Estrela de Prata          | Nova Canaã, Morada dos Deuses                   | 142,00 |
| 10   | Filhotes da X-9           | Das Espumas do Mar ao Esplendor da Noite        | --     |

### Grupo 4
Os desfiles do Grupo 4 ocorreram no dia 16 de fevereiro de 1985.
Classificação
| Legenda: Promovida Rebaixada |

| Col. | Escola                     | Enredo                             | Pontos |
| ---- | -------------------------- | ---------------------------------- | ------ |
| 1    | Imperatriz da Paulicéia    | O Amanhã Será Melhor               | 95,00  |
| 2    | Imperial                   | Café é Cultura                     | 93,00  |
| 3    | Alegria Alegria            | Máscaras e Fantasias               | 93,00  |
| 4    | Morro da Casa Verde        | Um Rei no Esplendor do Carnaval    | 83,00  |
| 5    | Fio de Ouro                | Do Quilombo ao Reinado de Momo     | 78,00  |
| 6    | Cachoeira Império do Samba | Brasília, Epopéia de Uma Nação     | 73,00  |
| 7    | Corujas de Vila Esperança  | Homenagem aos Carteiros do Brasil  | 70,00  |
| 8    | Unidos de São Miguel       | Vida Mineira na Febre dos Minerais | 69,00  |
| 9    | Ermelinense                | Sorriso Negro                      | 66,00  |
| 10   | Paulistano da Glória       | --                                 | --     |

### Vaga aberta
Os desfiles do grupo ocorreram no dia 16 de fevereiro de 1985.
Classificação
| Legenda: Campeã Desclassificada |

| Col. | Escola                              | Enredo                                     | Pontos |
| ---- | ----------------------------------- | ------------------------------------------ | ------ |
| 1    | Acadêmicos do Tatuapé               | Eternas Batucadas                          | 93     |
| 2    | Falcão do Morro Itaquerense         | Sabor Negro do Brasil                      | 89     |
| 3    | Raízes de Vila Piauí                | Raízes Canta Raízes                        | 88     |
| 4    | Flor da Zona Sul                    | Orixás Maravilhosos                        | 85     |
| 5    | Os Bambas                           | Exaltação à Porta Bandeira                 | 82     |
| 6    | Unidos de São Lucas                 | Sou Criança, Sou Feliz, Vem Brincar Comigo | 80     |
| 7    | Dragões de Vila Alpina              | Sonho de Uma Criança                       | 79     |
| 8    | Flor da Penha                       | Minha Penha de Outrora                     | 70     |
| 9    | Príncipe Negro de Cidade Tiradentes | Pernambuco                                 | 70     |
| 10   | Independentes do Jardim Miriam      | Crianças                                   | 64     |
| 11   | Paraíso do Samba                    | José do Patrocínio                         | 62     |
| 12   | Folha Azul dos Marujos              | Maria, Mulher Brasileira                   | 62     |
| 13   | Mocidade Independente Sílvio Romero | Domingo no Parque                          | 7      |
| --   | União Independente José Bonifácio   |                                            | --     |
| --   | Flor de Maio                        |                                            | --     |
| --   | Meninos Lá de Casa                  |                                            | --     |
| --   | Zambi do Parque Novo Mundo          |                                            | --     |
| --   | Mocidade Independente da Zona Norte | Rei, Negro Rei                             | --     |
| --   | Primeira Lá de Casa                 |                                            | --     |